# Chevrolet Camaro (prima generație)
Prima generație Chevrolet Camaro a apărut în reprezentanțe pe 29 septembrie 1966, pentru modelul din 1967, care era unul de 2-uși, coupe sau convertibil cu o alegere între motor de 6 sau 8 cilindri. Prima generație de Camaro se încheie cu modelul din anul 1969.

## Galerie

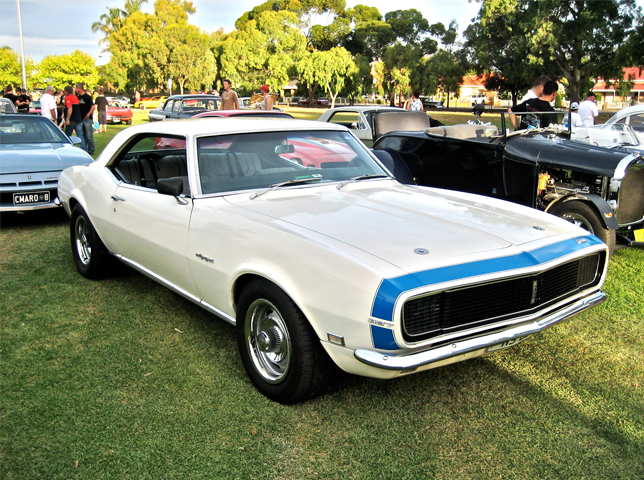
1968 Camaro RS 327
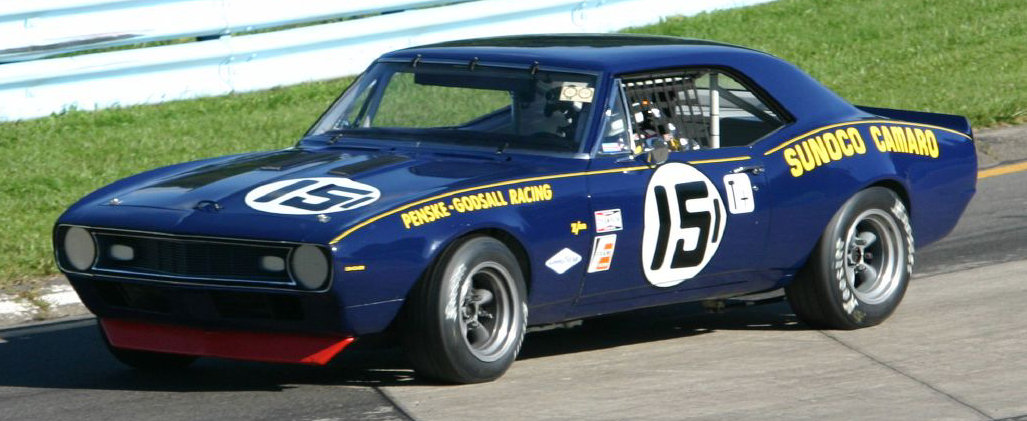
1968 Penske-Godsall Racing Sunoco Camaro
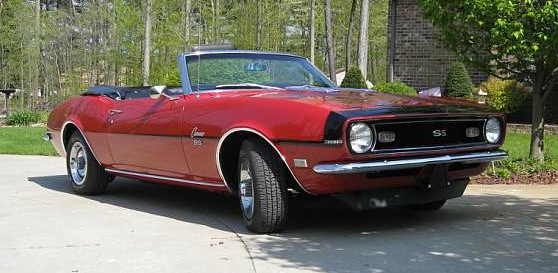
1968 Chevrolet Camaro SS convertible
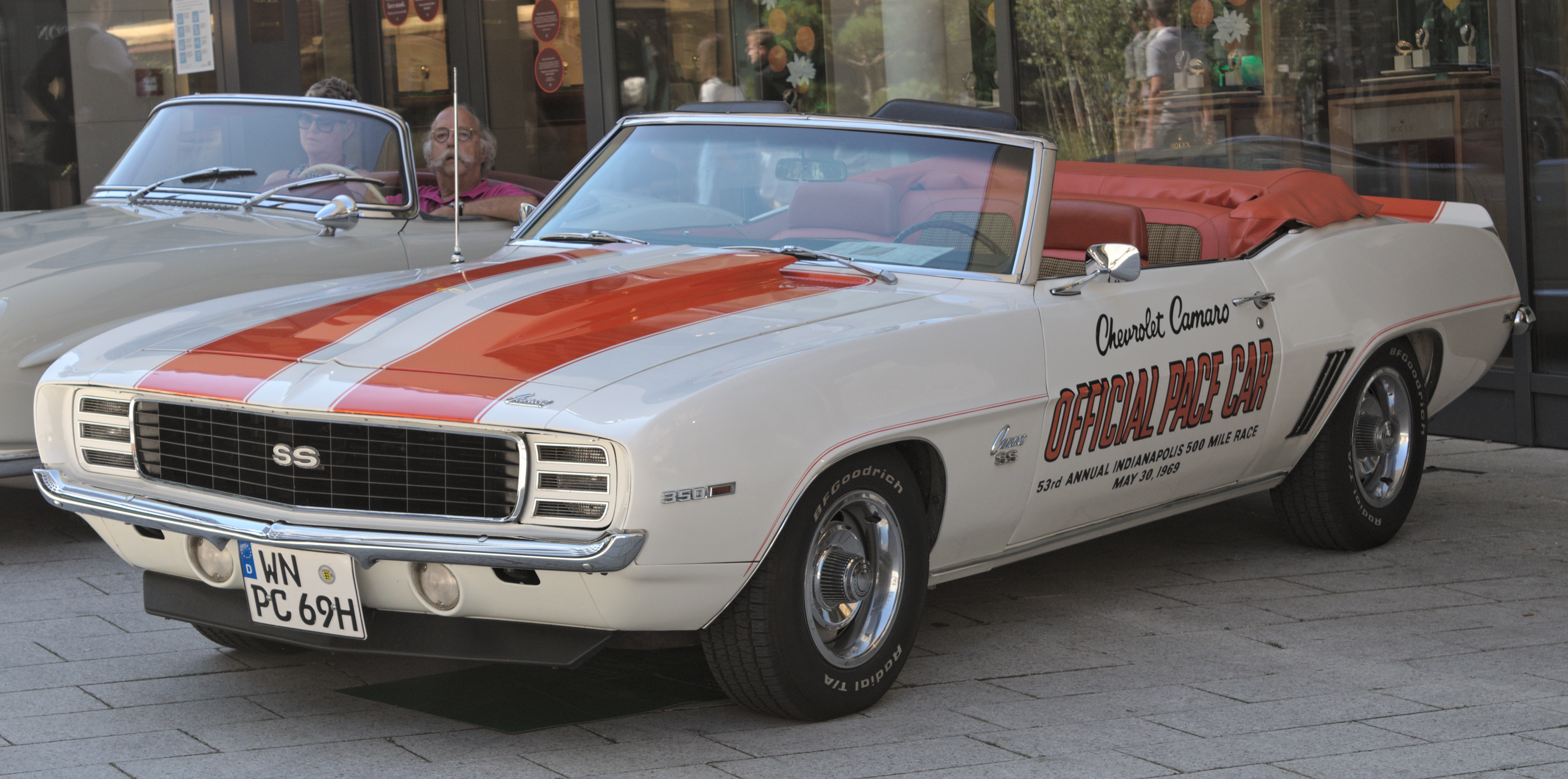
1969 Chevrolet Camaro Indianapolis 500 Pace Car included the RS & SS options
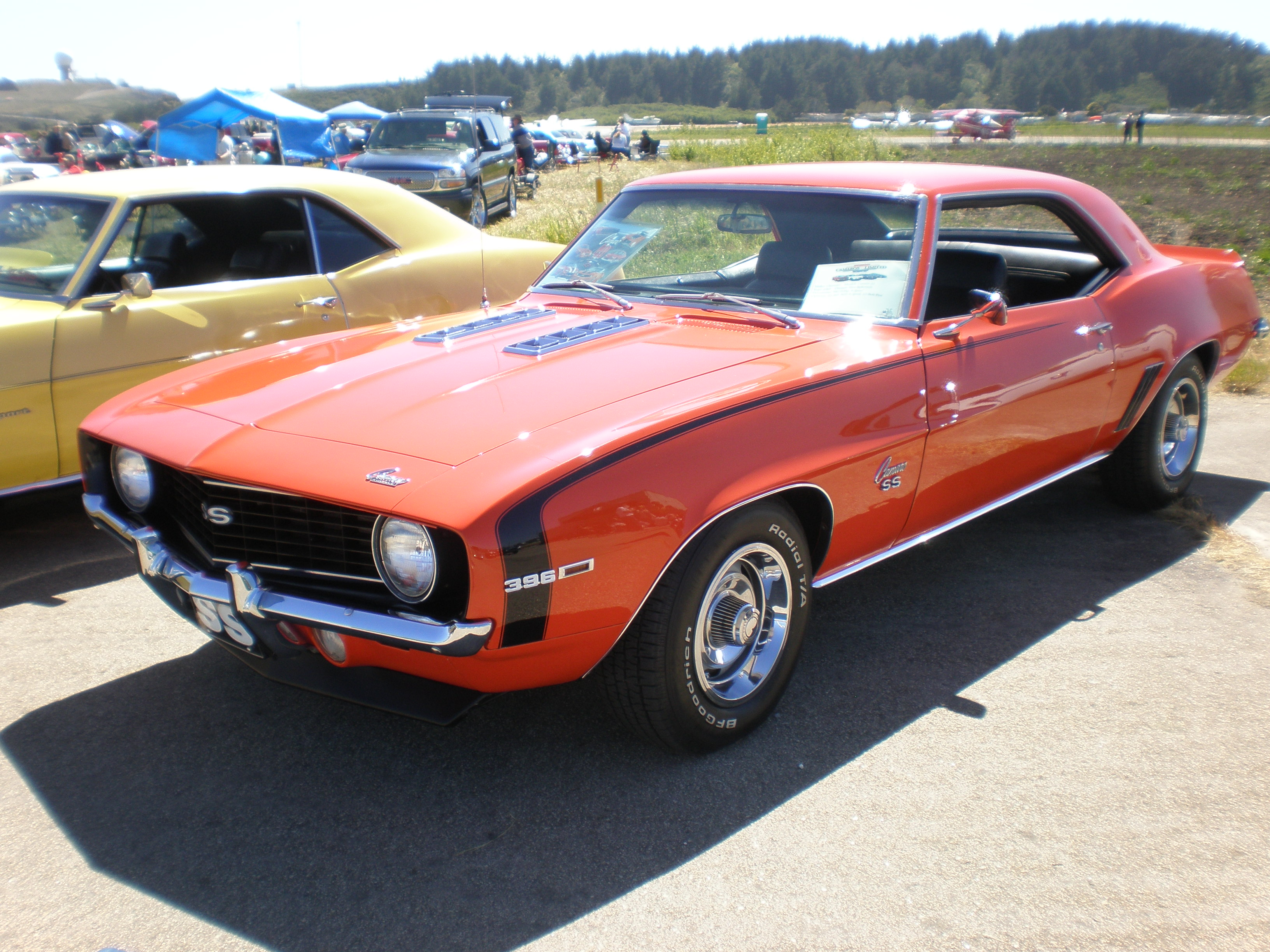
1969 Chevrolet Camaro SS